# Аветік Ісаакян
Аветік Саакович Ісаакян (вірм. Ավետիք Սահակի Իսահակյան; 18 (30) жовтня 1875— 17 жовтня 1957) — вірменський поет, прозаїк, публіцист.

## Життєпис
А. С. Ісаакян народився 19 жовтня (31 жовтня) 1875 року в Александрополі Еріванської губернії (нині Гюмрі, Вірменія).
У 1889—1892 роках Ісаакян навчався в Ечміадзінської семінарії. У 1892 році опублікував перший вірш. У 1892—1895 роках вивчав філософію і антропологію в Лейпцизькому університеті. У 1895 році повернувся в Російську Вірменію і вступив до нелегальної Вірменської революційної федерації (Дашнакцутюн). Був у 1896 році заарештований, один рік просидів у Єреванської в'язниці, після чого висланий до Одеси, де мешкав у будинку на вул. Ніни Строкатої, 24. Після звільнення Ісаакян відвідував лекції з літератури і історії філософії в Цюріхському університеті. У 1902 році повернувся до Вірменії, а потім переїхав в Тифліс. У 1908 році знову заарештований, разом зі 158-ю вірменськими громадськими діячами, і посаджений на півроку в Тифлиську в'язницю.
У 1911 році був вигнаний з Російської Імперії за революційну діяльність, оселився в Німеччині. У 1914 році заснував, спільно з Йоганнесом Лепсиусом і Паулем Рорбахом Німецько-вірменську громаду. Перша світова війна, яка спалахнула того ж року, стала причиною організованого молодотурками (союзниками Німецького Рейху) геноциду вірменського народу. Чому Німецько-вірменська громада не змогла перешкодити.
До 1936 року Ісаакян жив переважно за кордоном (Франція, Швейцарія та ін.), Особисто був знайомий з багатьма інтелектуалами свого часу. Всі ці роки Ісаакян входив в Дашнакцутюн і відзначився антирадянськими висловлюваннями.
Після повернення в СРСР був головою СП Вірменської РСР. Академік АН Вірменської РСР (1943). Депутат ВР Вірменської РСР 2-4 скликань.
В цей час Ісаакян перебував під захистом Першого секретаря ЦК КП Вірменії Г. А. Арутінова. У 1937 році він викреслив зі списку представлених НКВС СРСР до арешту багатьох видних вірменських діячів, серед яких був і Ісаакян. Також для Ісаакяна, як і для деяких інших представників вірменської інтелігенції, був побудований особняк в Єревані.
Ісаакян очолював вірменську делегацію, що приїздила 1939 року в Україну на святкування 125-річчя від дня народження Тараса Шевченка. Написав статтю «На могилі Тараса Шевченка» (1939), передмови до вірменських видань «Кобзаря» (1939; 1954; 1961) та до збірки «Українська ліра» (Єреван, 1954). Підтримував дружні стосунки з М. Рильським і П. Тичиною.
А. С. Ісаакян помер 17 жовтня 1957 року. Похований в Єревані в Пантеоні імені Комітаса.

## Пам'ять
- Вулиця Ісаакяна (Київ)[8].